# ایدو، بخش ایدا-ویرو
ایدو، بخش ایدا-ویرو (به لاتین: Aidu, Ida-Viru County) یک روستا در استونی است که در دهستان لوگانوسه واقع شده‌است.